# 萬家摩爾
萬家摩爾（英語：crvmore）是香港華潤零售集團屬下購物網站，提供一站式網上購物服務。

## 歷史
萬家摩爾建立於2005年2月1日，為香港及澳門地區提供網上購物及綜合生活服務。及至2009年5月20日，增設中國內地及海外版本，進一步擴展中國內地及海外業務。
萬家摩爾於2005年首推門店提貨服務，為首個提供家居送貨及門店提貨的網上超市。
網上花店於2010年8月正式投入服務，提供本地及國內鮮花禮籃送貨服務。
網上書店於2010年10月正式投入服務，提供近100萬本英文書籍訂購服務。
2013年网站关停。

## 貨品種類
提供商品類別包括超市食品、家居用品、電器產品、數碼電子、藝術收藏品、珠寶首飾、潮流玩物、出版刊物及美容產品等等......生活服務方面則有照片沖印、鮮花禮籃預訂及本地、國內及海外送貨服務等。

## 外部連結
- 萬家摩爾時尚生活購物網站[永久]
- 香港華潤萬家超級市場網頁 （页面存档备份，存于）
- 中國大陸華潤萬家超級市場網頁
- 華潤(集團)有限公司 （页面存档备份，存于）
- 華潤創業有限公司 （页面存档备份，存于）